# اورتا-تاکوی (استان ایسیق‌کول)
اورتا-تاکوی (به لاتین: Orto-Tokoy) یک منطقهٔ مسکونی در قرقیزستان است که در استان ایسیک‌کول واقع شده‌است. اورتا-تاکوی ۴۹۰ نفر جمعیت دارد و ۱٬۸۳۴ متر بالاتر از سطح دریا واقع شده‌است.